# Mes courants électriques
Mes courants électriques és el segon àlbum d'Alizée. Fou llençat el 2003. Aquest és de música pop. Fou produït per Mylène Farmer i Laurent Boutonnat.

## Cançons
1. "J'en ai marre!"
2. "I'm Fed Up!" ("J'en ai Marre!" — versió anglesa)
3. "À Contre-courant"
4. "Toc de mac"
5. "Amélie m'a dit"
6. "Amélie" ("Amélie m'a dit" — versió anglesa)
7. "C'est trop tard"
8. "Tempête"
9. "J'ai pas vingt ans!"
10. "I'm Not Twenty!" ("J'ai pas vingt ans!" — versió anglesa)
11. "Hey! Amigo!"
12. "Youpidou"
13. "Youpidoo" (versió anglesa)
14. "Couer déjà pris"